# Moville, Irland
Moville (iriska: Bun an Phobail) är en ort i republiken Irland.   Den ligger i grevskapet County Donegal och provinsen Ulster, i den norra delen av landet, 210 km norr om huvudstaden Dublin. Antalet invånare är 1 481.
Terrängen runt Moville är platt åt sydost, men åt nordväst är den kuperad. Havet är nära Moville åt sydost. Runt Moville är det ganska glesbefolkat, med 29 invånare per kvadratkilometer. Närmaste större samhälle är Carndonagh, 15,6 km nordväst om Moville. 